# Cyrtodesmus ocreatus
Cyrtodesmus ocreatus är en mångfotingart som först beskrevs av Loomis 1934.  Cyrtodesmus ocreatus ingår i släktet Cyrtodesmus och familjen Cyrtodesmidae. Inga underarter finns listade i Catalogue of Life.